# Сеголен Бергер
Сеголен Бергер (фр. Ségolène Berger; нар. 25 березня 1978) — колишня французька тенісистка.
Найвищу одиночну позицію світового рейтингу — 180 місце досягла 20 липня 1998, парну — 329 місце — 2 листопада 1998 року.

## Фінали ITF

### Одиночний розряд: 8 (1–7)
| Легенда                 |
| ----------------------- |
| турніри $100,000        |
| $75,000/турніри $80,000 |
| $50,000/турніри $60,000 |
| турніри $25,000         |
| $10,000/турніри $15,000 |

| Фінали за покриттям |
| ------------------- |
| Тверде (0–3)        |
| Ґрунт (1–4)         |
| Трава (0–0)         |
| Килим (0–0)         |

| Результат | Ранг | Дата            | Турнір                           | Покриття  | Суперниці                | Рахунок       |
| --------- | ---- | --------------- | -------------------------------- | --------- | ------------------------ | ------------- |
| Поразка   | 1.   | 9 жовтня 1995   | Сен-Рафаель (Вар), Франція       | Ґрунт     | Амелі Моресмо            | 3–6, 2–6      |
| Поразка   | 2.   | 25 березня 1996 | Кан (Кальвадос), Франція         | Ґрунт (i) | Крістіна Сальві          | 6–1, 3–6, 4–6 |
| Поразка   | 3.   | 8 квітня 1996   | Кальві (Верхня Корсика)          | Тверде    | Лінда Сентіс             | 4–6, 6–7      |
| Поразка   | 4.   | 17 червня 1996  | Camucia, Італія                  | Ґрунт     | Антонелла Серра-Дзанетті | 2–6, 6–7      |
| Поразка   | 5.   | 13 квітня 1997  | Кальві (Верхня Корсика), Франція | Тверде    | Софі Жорже               | 5–7, 4–6      |
| Перемога  | 6.   | 14 липня 1997   | Гечо, Іспанія                    | Ґрунт     | Анна Смашнова            | 3–6, 6–3, 6–1 |
| Поразка   | 7.   | 3 серпня 1997   | Ле-Контамін-Монжуа, Франція      | Тверде    | Емманюелль Курутше       | 7–5, 6–7, 4–6 |
| Поразка   | 8.   | 8 серпня 1999   | Періге, Франція                  | Ґрунт     | Едіт Нюн-Берсо           | 3–6, 5–7      |

### Парний розряд: 3 (1-2)
| Результат | No | Дата           | Турнір                                  | Покриття | Партнерка      | Суперниці у фіналі            | Рахунок       |
| Поразка   | 1. | 11 травня 1997 | Желос, Франція                          | Ґрунт    | Летісія Санчес | Леа Жирарді Кароліна Яженяк   | 5–7, 1–6      |
| Перемога  | 2. | 5 квітня 1998  | Брест, Франція                          | Тверде   | Софі Жорже     | Ганна Коллін Лідія Перкінс    | 3–6, 6–0, 6–2 |
| Поразка   | 3. | 18 липня 1999  | Брюссельський столичний регіон, Бельгія | Ґрунт    | Вікторія Курм  | Сесіль де Вінн Едіт Нюн-Берсо | 7–6, 3–6, 3–6 |